# Емельянов, Леонид Емельянович
Леонид Емельянович Емельянов (8 августа 1872 — ?) — крестьянин, депутат Государственной думы II созыва от Могилёвской губернии.

## Биография
По национальности белорус. Крестьянин села Надейковичи Надейковичской волости Климовичского уезда Могилевской губернии. Выпускник Мстиславского духовного училища. Служил волостным старшиной, а также волостным писарем. Занимался земледелием на 25 десятинах надела, дополнительно возделывал 1 десятину с четвертью приобретенной земли. Зарабатывал в год 300 рублей. В момент избрания в Думу оставался внепартийным.
7 февраля 1907 избран во Государственную думу II созыва от общего состава выборщиков Могилевского губернского избирательного собрания. В думский фракции не входил, оставаясь беспартийным.
Дальнейшая судьба и дата смерти неизвестны.

### Рекомендуемые источники
- Российский государственный исторический архив. Фонд 1278. Опись 1 (2-й созыв). Дело 144; Дело 557. Лист 15.